# فرودگاه ناخون فانوم
فرودگاه ناخون فانوم (به انگلیسی: Nakhon Phanom Airport) یک فرودگاه همگانی با کد یاتا KOP است که یک باند فرود آسفالت دارد و طول باند آن ۲۵۰۰ متر است. این فرودگاه در کشور تایلند قرار دارد و در ارتفاع ۱۷۹ متری از سطح دریا واقع شده‌است.

## شرکت‌های هواپیمایی و مقصدهای پروازی
| شرکت‌های هواپیمایی | مقصدهای پروازی | Route    |
| ----------------- | -------------- | -------- |
| Nok Air           | دن موئنگ       | Domestic |
| تای ایرآسیا       | دن موئنگ       | Domestic |